# Куот
Язык куот (также известен как куат, панарас) — язык-изолят, на котором говорят в провинции Новая Ирландия (Папуа — Новая Гвинея). Носителей этого языка насчитывается 2400 человек, сосредоточены в основном на западном побережье острова. Возможно, из-за маленького числа говорящих язык не имеет существующих диалектов.

## Фонология
Алфавит языка куот: Aa, Bb, Dd, Ee, Ff, Gg, Ii, Kk, Ll, Mm, Nn, Ngng, Oo, Pp, Rr, Ss, Tt, Uu, Vv.

### Согласные
|             |             | Билабиальные | Альвеолярные | Велярные |
| ----------- | ----------- | ------------ | ------------ | -------- |
| Носовые     | Носовые     | m            | n~ɲ          | ŋ        |
| Плозивные   | глухие      | p            | t            | k        |
| Плозивные   | звонкие     | b            | d            | ɡ        |
| Фрикативные | глухие      | ɸ~f          | s~ʃ          |          |
| Фрикативные | звонкие     | β~v          |              |          |
| Латеральные | Латеральные |              | l            |          |
| Одноударные | Одноударные |              | ɾ            |          |

### Гласные
|                          | Гласные переднего ряда | Гласные заднего ряда |
| ------------------------ | ---------------------- | -------------------- |
| Гласные верхнего подъёма | i                      | u                    |
| Гласные среднего подъёма | e                      | o                    |
| Гласные нижнего подъёма  | a                      |                      |

#### Аллофоны
| Фонемы | Аллофоны |
| ------ | -------- |
| /i/    | [i~ɪ~j]  |
| /e/    | [e~ɛ]    |
| /a/    | [a~ʌ]    |
| /u/    | [u~ʊ~w]  |
| /o/    | [o~ɔ]    |